# Clynnog Fawr
Clynnog Fawr, de vegades anomenat només "Clynnog", és un poble en la costa nord de la península de Llŷn, al comtat gal·lès de Gwynedd.
Clynnog Fawr està situat en la carretera A499 entre Caernarfon i Pwllheli. La població, estratègicament situada a l'extrem nord d'un pas que comunica les costes nord i sud de la península de Llŷn, ha estat testimoni de diverses batalles, com la de Bron yr Erw el 1075, quan Gruffudd ap Cynan intentà per primer cop proclamar-se rei de Gwynedd i fou derrotat per Trahaearn ap Caradog, i la batalla de Bryn Derwin el 1255 quan Llywelyn el Darrer vencé els seus germans Owain i Dafydd per convertir-se en governant únic del regne de Gwynedd.
Encara que d'una forma tangencial, Clynnog està adscrit a la vall del Nantle. Etimològicament, el nom Clynnog Fawr podria venir de Celynnog (lloc de grèvols) + Mawr (gran).

## El culte i l'església de Sant Beuno
El tret més característic de la població és l'església de Sant Beuno, molt més gran del que hom la faria per un poble tan petit. Es creu que fou bastida en el lloc on hi havia un antic monestir fundat pel sant esmentat a començaments del segle vi. La congregació cresqué en importància, i alguns manuscrits gal·lesos indiquen que l'abat de Clynnog seia en lloc preferent en la cort del rei de Gwynedd. Està documentat que l'església fou cremada pels vikings el 978 i, més endavant, pels normands. A les darreries del segle xv era una de les sis úniques col·legiates de Gal·les i un important lloc de pas dels pelegrins quan anaven a l'illa d'illa d'Enlli. L'edifici, d'arquitectura dels segles XV i XVI, presenta un gran finestral. S'hi conserven el Cyff Beuno, un antic cofre buidat d'un tronc de freixe emprat per a servar-hi les almoines donades pels pelegrins, i la "Maen Beuno", la Pedra de Beuno, amb unes marques que suposadament són dels dits del sant. Davant de l'església es pot veure un rellotge de sol datat entre els segles X i xii.
Fills il·lustres de Clynnog han estat Morus Clynnog i Sant John Jones, ambdós catòlics gal·lesos prominents del segle xvi. Mort i enterrat al poble va ser Howell Roberts, Hywel Tudur (1840-1922), poeta, predicador i inventor, que exercí de pastor de l'església de Capel Uchaf, on també havia exercit el predicador Robert Roberts (1762-1802).
El cens de Clynnog engloba també els de les poblacions d'Aberdesach, Pontllyfni i Pant Glas. A poca distància de la ciutat, i dins del terme municipal, hi ha el llogarret i l'església de Capel Uchaf (Capella de Dalt), esmentada en el paràgraf anterior.
Una companyia d'autobusos, la Clynnog & Trefor uneix, des del 1912, Trefor i Clynnog amb Pwllheli i Caernarfon.